# Foliul lui Descartes

Foliul lui Descartes (verde) şi asimptota sa (albastru)

În geometrie, foliul lui Descartes este o curbă plană definită prin ecuația:
{\displaystyle x^{3}+y^{3}-3axy=0.}
Curba este simetrică față de prima bisectoare, conține o buclă situată în primul cadran, cu un punct dublu în originea axelor de coordonate și două ramuri ce admit asimptota de ecuație:
{\displaystyle x+y+a=0.}
Aria buclei foliului este  {\displaystyle A={\frac {3a^{2}}{2}}}  și este egală cu aria cuprinsă între ramurile infinite și asimptotă.
A fost introdusă de René Descartes în 1638, ca exemplu de curbă care poate fi studiată pornind de la ecuația acesteia.